# Круле-Дуже
Круле-Дуже (пол. Króle Duże) — село в Польщі, у гміні Анджеєво Островського повіту Мазовецького воєводства.
Населення — 367 осіб (2011).
У 1975-1998 роках село належало до Ломжинського воєводства.

## Демографія
Демографічна структура станом на 31 березня 2011 року:
|          | Загалом | Допрацездатний вік | Працездатний вік | Постпрацездатний вік |
| -------- | ------- | ------------------ | ---------------- | -------------------- |
| Чоловіки | 193     | 42                 | 127              | 24                   |
| Жінки    | 174     | 29                 | 95               | 50                   |
| Разом    | 367     | 71                 | 222              | 74                   |